# Porta Querquetulana
Die Porta Querquetulana war ein antikes Stadttor der Servianischen Mauer in Rom. Der Name des Tores (wörtlich „Eichenwaldtor“) leitete sich wohl von einem in der Nähe befindlichen Eichenhain ab. Mons Querquetulanus war laut Tacitus wegen des Eichenbestandes der ursprüngliche Name des Hügels Caelius, auf dem das Tor stand.

## Lage
Die Porta Querquetulana war neben der Porta Caelimontana eines der beiden Tore der Stadtmauer auf dem Caelius. Ging man früher davon aus, dass die Porta Querquetulana zwischen der Porta Capena und der Porta Caelimontana lag, hat sich inzwischen die Ansicht durchgesetzt, dass sich die Porta Querquetulana nordöstlich der Porta Caelimontana befand, in der Nähe der späteren Kirche Santi Quattro Coronati. Vermutlich führte die Via Tusculana durch dieses Tor. Archäologische Reste der Porta Querquetulana sind nicht bekannt.